# Roland Svensson (konstnär)

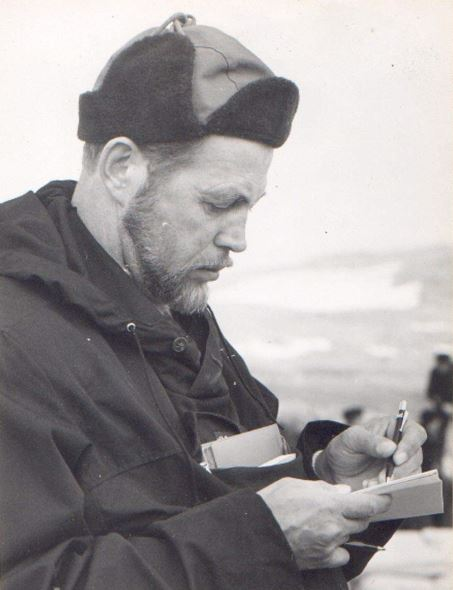
Roland Svensson 1957 ombord på Älvsnabben under en resa till Nordkap och Spetsbergen.

Gustaf Roland Svensson, född 18 januari 1910 i Stockholm, död 31 juli 2003 i Nacka, Stockholms län, var en svensk tecknare, grafiker och författare.

## Biografi

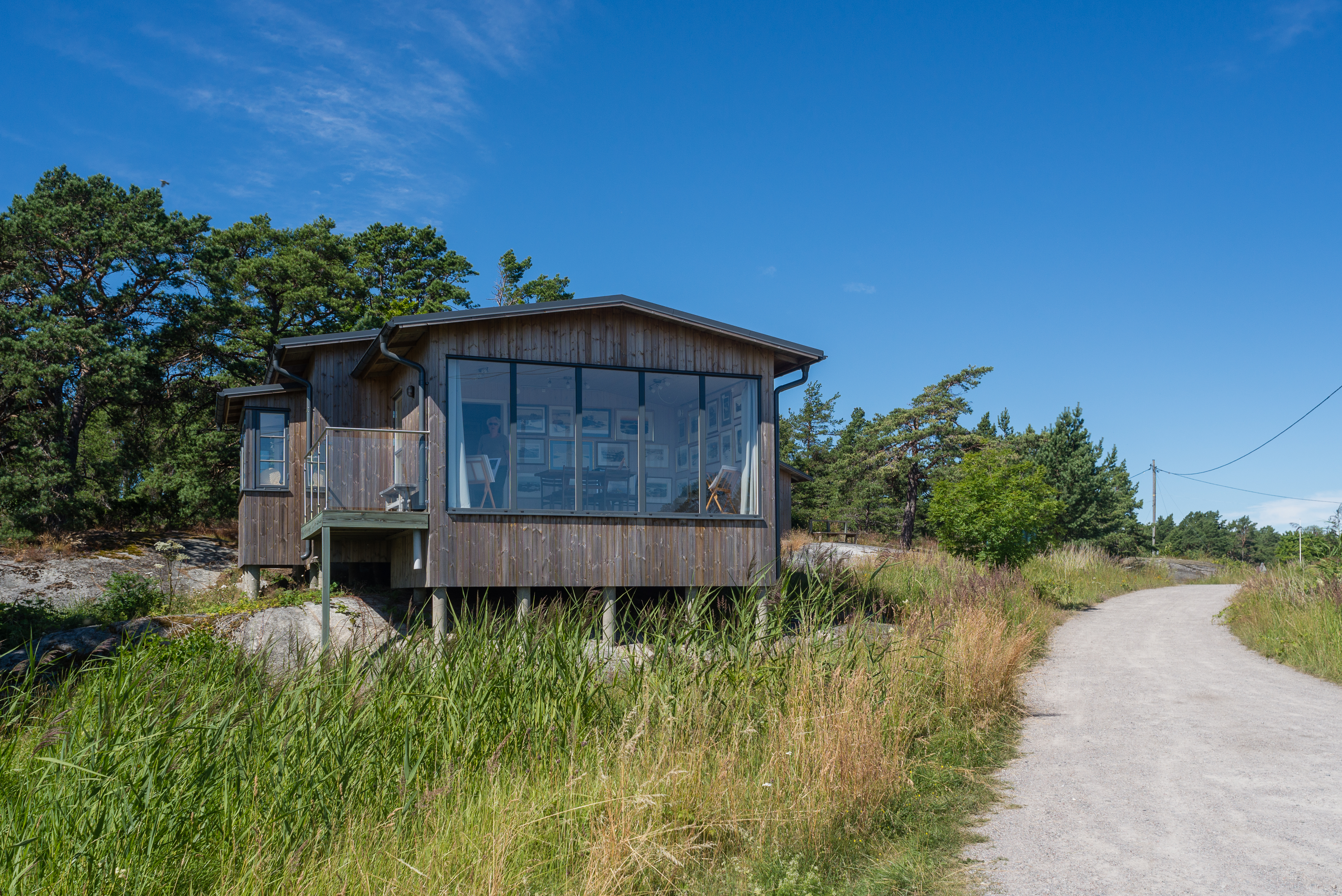
Roland Svenssons museum vid Ramsmora brygga på Möja, som öppnades 2014.

Han var son till gjuteriförmannen Svante Gustaf Svensson och Selma Mathilda Johansson och från 1940 gift med Ingrid Maria Elisabeth Sjöstrand. Efter att Svensson arbetat några år som bankaspirant vid Enskilda banken i Stockholm inledde han sina konststudier vid Blombergs målarskola 1931 och fortsatte därefter sina studier vid Konsthögskolan 1934–1940. Dessutom följde han undervisningen vid Konstakademiens etsarskola 1937–1939. Under studietiden genomförde han några studieresor till London och Paris 1936 och under vintern 1937–1938 vistades han i Paris och under vintrarna 1947–1958 gjorde han regelbundet studie- och målarresor till Skottland, Hebriderna, Färöarna, Spetsbergen, Orkney- och Shetlandsöarna. Under en period 1963–1964 vistades han några månader på vulkanön Tristan da Cunha i Sydatlanten. 
Tillsammans med Louise Peyron-Carlberg ställde han ut på Galerie Moderne i Stockholm 1940 och tillsammans med Gösta Gustavsson på Färg och Form 1947, samt tillsammans med Edvin Ollers i Köping 1957. Separat ställde han ut på Färg och Form 1943 och 1955, British Council i Stockholm 1950, Kalmar och Skellefteå. Han medverkade i ett stort antal samlingsutställningar bland annat i Nordiska konstförbundets utställning i Helsingfors och Rom, Grafiska sällskapets utställningar i Göteborg, Föreningen för grafisk konsts utställning på Nationalmuseum och en svensk konstutställning i Moskva samt utställningar arrangerade av Sveriges allmänna konstförening. Han tilldelades Maria Leander-Engströms stipendium i samband med Nationalmuseums utställning Unga tecknare 1941 samt Bonniernämndens stipendium. 
Som bokillustratör debuterade han 1940 med teckningarna till Sven Barthels Cykloncentrum, som följdes upp med böckerna Gillöga. En utskärgård, och Skärgård. Barthels två senare böcker har förutom Svenssons illustrationer i svart/vit även färgbilder efter akvareller och pasteller. Han skrev och illustrerade ett antal egna böcker bland annat Ensliga öar från 1954, och han medverkade flitigt som illustratör i tidskrifterna Vi, Segel och Motor, Kryssarklubbens tidning, Dagens Nyheter och Stockholms-Tidningen. Genom utställningsorganisationer som Riksförbundet för bildande konst och Folkrörelsens konstfrämjande har hans färglitografier förts ut i stora upplagor. Hans konst är verklighetsinriktad med skildringar av vardagshändelser med ett släktskap till verk utförda av Karl Nordström och Axel Sjöberg samt ett kulturhistoriskt måleri med skärgårdsmiljöer utförda i akvarell, färgkrita, olja samt kol- och tuschteckningar. Svensson sökte sina motiv bland kobbar och skär utanför trakten av sommarvistet och ateljén på Stora Tornö över sundet vid Långvik på Möja i Stockholms skärgård och skildrade årstidernas växlingar med stark inlevelse. Han arbetade i kraftiga manér, helst i kol och med en impressionistisk iakttagelse, som inte uteslöt dekorativ känsla. Hans syn på svensk natur och svenska folktyper är besläktad med Karl Nordströms och Albert Engströms. Han nådde en bred publik genom sina färglitografier. Dessutom tecknade han förlagor till några svenska frimärken. Svensson är representerad vid Nationalmuseum, Moderna Museet, och Kalmar konstmuseum, Malmö museum, Norrköpings konstmuseum, Prins Eugens Waldemarsudde och Örebro läns landsting.
Roland Svensson bodde från 1957 med hustrun Ingrid (1915–2008) och barnen Lif (Mariott) och Torbjörn i Villa Wallbeck-Hansen, Storängen, Nacka. Här hade han sin huvudateljé. Makarna Svensson är gravsatta på Möja kyrkogård.

## Illustrerade publikationer
- 1942 – Evert Taube, Sjösalaboken
- 1940 – Sven Barthel, Cykloncentrum
- 1945 – Sven Barthel, Gillöga
- 1952 – Sven Barthel, Skärgård (Bonniers)
- 1960 – Iwan Fischerström, Roland Svensson (FIB:s Konstklubb)
- 2000 – Sven Barthel, Strandhugg (Max Ström)

## Egna publikationer med illustrationer
- 1954 – Ensliga öar (R&S)
- 1957 – Hav och människor (R&S, utökad upplaga Vingförlaget, 1960)
- 1961 – Skärgårdsliv i gången tid (Bonniers)
- 1964 – Min skärgård och din (Bonniers)
- 1969 – Ur skissböckerna (Piccolo/LT)
- 1972 – Från havet : dagboksanteckningar från en resa ombord i T/T Sea Serpent...  (Bonniers)
- 1981 – Bilder och minnen (Bonniers)
- 1995 – I Roland Svenssons övärld : ett urval ur hundra dagböcker 1946–1960 (Bonnier Alba)

Han har även skildrat mötet mellan land och hav kring Skottland och på ögrupper som Orkneyöarna, Shetlandsöarna, Hebriderna, Tristan da Cunha, Färöarna och Svalbard.

## Priser och utmärkelser
- 1995 – Stipendium till Harry Martinsons minne

## Utställningar
- Roland Svensson : Skärgård, öar och hav, Prins Eugens Waldemarsudde, 18 september 2010 – 16 januari 2011